# فابيان شنابل
فابيان شنابل (بالألمانية: Fabian Schnabel)‏ هو لاعب كرة قدم ألماني في مركز الهجوم، ولد في 18 ديسمبر 1993 في باساو في ألمانيا. لعب مع نادي رييد.

## وصلات خارجية
- فابيان شنابل على موقع قاعدة بيانات كرة القدم.إي يو (الإنجليزية)
- فابيان شنابل على موقع عالم كرة القدم.نت (الإنجليزية)